# Informationstechnikbataillon 383
Das Informationstechnikbataillon 383 (ITBtl 383), stationiert in der Henne-Kaserne in der Landeshauptstadt Erfurt ist eine Dienststelle des Cyber- und Informationsraumes (CIR) der Bundeswehr und untersteht dem Kommando Informationstechnik-Services der Bundeswehr. Es betreibt mit seinen Soldaten die Informations- und Kommunikationssysteme der Bundeswehr im Einsatz.

## Auftrag
Das Informationstechnikbataillon 383 leistet einen substanziellen Beitrag in den Auslandseinsätzen weltweit, indem es Personal dauerhaft abstellt und durch den Einsatz von Informations- und Kommunikationstechnik die Führungsfähigkeit der deutschen und alliierten Truppen gewährleistet.
Ferner unterstützt es im Auftrag des Landeskommandos Thüringen die ebenfalls in der Kaserne liegende Heimatschutzkompanie.

## Gliederung
Das Informationstechnikbataillon 383 gliedert sich in Stab, Stabszug, eine Versorgungskompanie und vier Einsatzkompanien. Die Einsatzkompanien verfügen innerhalb der Kompanieführung je über einen Kompanietrupp, einen Kompaniefeldwebeltrupp, eine Materialbewirtschaftung, einen Technischen Trupp, einen Service Desk, sowie drei Züge, welche die jeweiligen IT-Spezialisten zu den IT-Systemen bereitstellen:
- Bataillonsführung
  - Stab mit[1]
    - Abteilung S1 (Personal)
    - Abteilung S2 (Militärische Sicherheit)
    - Abteilung S3 (Ausbildung)
    - Abteilung S4 (Logistik)
    - Abteilung S6 (IT-Unterstützung)
    - Bataillonsausbildungszentrum (BAZ)

  - Stabszug
- Die 1. Kompanie ist als Versorgungskompanie der zentrale Unterstützer des Bataillons. Die Versorgung des Bataillons wird dort ebenso wahrgenommen, wie die Verantwortung für Wartung und Instandsetzung von Material und Fahrzeugen. Des Weiteren führt sie die Grundausbildung durch, was früher von den mittlerweile aufgelösten 6. und 7. Kompanien wahrgenommen wurde. Weiterhin ist der Kompanie der Managementtrupp des Mobilen Kommunikationssystem der Bundeswehr (MobKommSysBw) und ein Zug der militärischen Evakuierungsoperationen (MilEvakOp) am Standort Wesel beim 1st NATO Signal Battalion unterstellt.

- Die 2. Kompanie stellt Fachleute für den Dezentralen Server Trupp (DSE). Weiterhin errichtet und betreibt sie mit ihrem System Trupp zusammen mit dem Management Trupp der 1. Kompanie das MobKommSysBw inklusive Liegenschaftszugangsknoten (LZKv) für das IT-Netz in Einsatz und Übung.

- Die 3. Kompanie stellt lokale verlegefähige Netzwerke der Bundeswehr (LVNBw) sowie das Führungsinformationssystem Streitkräfte (FüInfoSys SK) und gewährleistet so die sichere Kommunikation von Führungseinrichtungen.

- Die 4. Kompanie stellt Fachleute für die weltweite Satellitenkommunikation der Bundeswehr (SATCOMBw) und kann zusätzlich Daten via digitalen Richtfunk übertragen.

- Die 5. Kompanie verfügt über verschiedene IT-Systeme, wie ein Bündelfunksystem für Daten und Sprache (Tetrapol), HF-Funk sowie eine Videokonferenzanlage.

## Geschichte
Im Rahmen eines feierlichen Übergabeappells am 30. Juni 2017 wurde das Führungsunterstützungskommando der Bundeswehr dem Kommando Cyber- und Informationsraum unterstellt. Gleichzeitig erfolgte die Umbenennung des Führungsunterstützungskommando der Bundeswehr in Kommando Informationstechnik der Bundeswehr sowie des Führungsunterstützungsbataillon 383 in Informationstechnikbataillon 383.
Am 12. November 2022 hat der thüringische Ministerpräsident, Bodo Ramelow, dem Verband das Fahnenband des Landes Thüringen verliehen.

## Die Kommandeure
| Nr. | Dienstgrad     | Name               | Beginn der Amtszeit | Ende der Amtszeit |
| --- | -------------- | ------------------ | ------------------- | ----------------- |
| 9   | Oberstleutnant | Thomas Czada       | 31. März 2022       |                   |
| 8   | Oberstleutnant | Jörg Meier         | 22. März 2019       | 31. März 2022     |
| 7   | Oberstleutnant | Patrick Schütterle | 21. Januar 2016     | 22. März 2019     |
| 6   | Oberstleutnant | Marcel Günther     | 30. Mai 2013        | 21. Januar 2016   |
| 5   | Oberstleutnant | Jürgen Götz        | 4. Mai 2011         | 30. Mai 2013      |
| 4   | Oberstleutnant | Uwe Zinsmeister    | 14. Januar 2009     | 4. Mai 2011       |
| 3   | Oberstleutnant | Frank Beyer        | 30. November 2006   | 14. Januar 2009   |
| 2   | Oberstleutnant | Harald Stammel     | 1. Dezember 2004    | 30. November 2006 |
| 1   | Oberstleutnant | Manfred Kutz       | 9. Juli 2002        | 30. November 2004 |